# تفجير إسطنبول (ديسمبر 2016)
تفجير إسطنبول هو عبارة عن انفجارين وقعا يوم السبت 10 ديسمبر 2016 في مدينة إسطنبول، بجوار ملعب فودافون أرينا في بشيكتاش، نتج عنه مقتل ما لا يقل عن 38 شخصاً منهم 30 من عناصر الشرطة و7 مدنيين بالإضافة إلى شخص لا يزال غير محدد، وإصابة 155 شخصاً وقد تبنى هذا الهجوم تنظيم صقور حرية كردستان المصنف كإرهابي.

## التفجير
سُمع دوي انفجارين أحدهما كبير والآخر أقل قوة بعد انتهاء مباراة كرة قدم بين فريقي بشكتاش وبورصا سبور، وفقًا لوزير الداخلية التركي فإن المعلومات أشارت لوقوع انفجارين قرب استاد فودافون في بشكتاش، وأحد الانفجارين وقع بفعل سيارة مفخخة استهدف حافلة لشرطة مكافحة الشغب. الانفجار وقع بعد انصراف المشجعين الذين كانوا يحضرون المباراة بملعب تابع لنادي بشكتاش وسط إسطنبول، وهرعت سيارات الإسعاف إلى المكان الذي كان مزدحماً بالمشجعين الرياضيين، بينما طوقت الشرطة المكان ومنعت المواطنين والمراسلين من التوجه إليه. أدى الانفجار إلى تهشم العديد من النوافذ بالمنطقة المحيطة، فضلاً عن انكسار زجاح عدد من السيارات، كما أن الانفجار وقع بعد حوالي ساعة ونصف من انتهاء المباراة، وقالت قناة سي إن إن تيرك أن الشرطة المحتشدة عند الملعب ربما تكون الهدف من الهجوم. ذكر نائب رئيس الوزراء نعمان كورتولموش أن الانتحاري فجَّر نفسه بعد 45 ثانية من انفجار السيارة الملغومة.
أصدر نادي بشكتاش بييان حدد فيه اثنين أعضائه قتلوا في التفجير وهما: فيتا كاركودو يعمل رئيسًا لأمن فودافون ارينا وعضو مؤتمر نادي بشكتاش، بالإضافة لموظف يعمل في متجر نادي بشكتاش.

## بعد الحادث
أعلن مكتب المدعي العام لإسطنبول عن تعيين خمسة مدعين عامين للتحقيق في الحادث. كما أعلنت تركيا الأحد دخول البلاد في يوم حداد بعد الاعتداء الدامي الذي وقع مساء السبت في إسطنبول. أدانت الكتل البرلمانية للأحزاب التركية الثلاثة: العدالة والتنمية الحاكم، والشعب الجمهوري و"الحركة القومية وهما حزبان معارضان، الهجوم الإرهابي المزدوج التي وقع في إسطنبول أمس، مشددة على أن تعزيز أخوتنا هو أفضل رد على هذا الهجوم.
رجح رئيس الوزراء التركي بن علي يلدرم أن تكون منظمة بي كا كا الانفصالية تقف وراء الهجوم الإرهابي، وقال: لا شك لدينا أبدًا بأن الوقائع تشير إلى ضلوع منظمة بي كا كا الإرهابية في الهجوم. أعلن تنظيم بي كا كا مسؤوليته عن التفجير حيث أعلن جناح صقور حرية كردستان تاك التابع للتنظيم والمسؤول عن أنشطته في المدن الكبرى مسؤوليته عن الهجوم في بيان له عبر موقعه الإلكتروني.

## ردود الفعل

### المحلية
تركيا: أعلنت تركيا دخول البلاد في يوم حداد بعد الاعتداء الدامي الذي وقع مساء في إسطنبول وتوعد وزير الداخلية التركي سليمان صويلو، اليوم الأحد، بالثأر، وحذر ممن يعبرون عن دعمهم لمنفذي الهجوم على وسائل التواصل الاجتماعي.

### الدولية
- السعودية: عبر مصدر مسؤول بوزارة الخارجية، عن إدانة المملكة العربية السعودية واستنكارها الشديدين، للتفجيرات التي وقعت بالقرب من ملعبٍ في مدينة إسطنبول التركية وأوقعت عشرات القتلى والجرحى.[14]
- الأردن دانت الحكومة الأردنية بأشد العبارات التفجيرين الإرهابين في إسطنبول وأديا لوقوع عشرات القتلى والجرحى.[15]
- الكويت: دانت دولة الكويت التفجيرين الإرهابيين اللذين وقعا في إسطنبول وأسفرا عن مقتل وإصابة العشرات من الأبرياء.[16]
- الإمارات العربية المتحدة: أدانت دولة الإمارات العربية المتحدة التفجيرين الإرهابيين اللذين شهدتهما مدينة إسطنبول التركية وأسفرا عن مقتل وإصابة عشرات الأبرياء.[17]
- البحرين: نددت وزارة خارجية مملكة البحرين بالتفجيرات الإرهابية التي وقعت في مدينة إسطنبول بالجمهورية التركية وأسفرت عن مقتل وإصابة عشرات من الأشخاص، مؤكدة تضامنها مع تركيا.[18]
- قطر: عربت قطر عن إدانتها واستنكارها الشديدين للتفجير الإرهابي الذي وقع بمنطقة / بشيكتاش في مدينة إسطنبول التركية وأسفر عن سقوط عشرات القتلى والجرحى.[19]
- مصر: أدان المتحدث الرسمي باسم وزارة الخارجية المصرية بأشد العبارات، التفجيرين الإرهابيين اللذين وقعا بمدينة إسطنبول التركية، وأسفرا عن سقوط عدد كبير من القتلى والجرحى.[20]
- العراق: دان رئيس رئيس الجمهورية فؤاد معصوم، تفجير تركيا فيما دعا إلى تعزيز التعاون الإقليمي والدولي لضرب حواضن الإرهاب.[21]
- اليمن: أعربت الجمهورية اليمنية عن ادانتها الشديدة للهجومين “الإرهابيين” اللذين وقعا في حي بشكطاش بمدينة إسطنبول التركية وأسفرا عن مقتل وإصابة العشرات.[22]
- تونس: عبرت تونس عن «إدانتها الشديدة» للتفجير الإرهابي المزدوج الذي استهدف مدينة إسطنبول التركية، وأدى إلى سقوط قتلى وجرحى.[23]
- الجزائر: أعرب الناطق الرسمي باسم وزارة الشؤون الخارجية عبد العزيز بن علي الشريف عن إدانة الجزائر الشديدة للاعتداء المزدوج الذي استهدف يوم السبت وسط مدينة إسطنبول.[24]
- إيران: أدانت إيران، حادث التفجير المزدوج الذي وقع بمدينة إسطنبول التركية، وأوقع عشرات القتلى وأكثر من مئة مصاب، وأكدت على تضامنها مع الشعب التركي الشقيق في مواجهة الإرهاب.[25]
- كندا: أعرب وزير الخارجية الكندي، ستيفين ديون، عن إدانته للتفجيرين الإرهابيين اللذين وقعا في مدينة إسطنبول، وأسفرا عن سقوط العشرات بين قتيل وجريح.[26]
- الولايات المتحدة: أعلن المتحدث باسم مجلس الأمن القومي الأمريكي، نيد برايس، اليوم الأحد، أن الولايات المتحدة تدين العملية الإرهابية في إسطنبول، مؤكدا دعم واشنطن لأنقرة في مكافحة الإرهاب.[27]
- إسرائيل: أدان رئيس وزراء الاحتلال الإسرائيلي بنيامين نتنياهو التفجيرين اللذين وقعا في مدينة إسطنبول التركية، مطالبًا الحكومة التركية بإدانة ما أسماها «الأعمال الإرهابية» ضد إسرائيل.[28]

### منظمات
- مجلس التعاون الخليجي: دان الأمين العام لمجلس التعاون الخليجي، الدكتور عبد اللطيف بن راشد الزياني، بشدة، التفجير الإرهابي الذي وقع خارج ملعب كرة قدم في مدينة إسطنبول التركية، وأسفر عن مقتل عدد من رجال الأمن وجرح مدنيين أبرياء.[29]
- حزب الله: أدان حزب الله التفجير الإرهابي الذي إستهدف مدينة إسطنبول في تركيا.[30]
- مجلس أوروبا: أدان مجلس أوروبا الانفجار الذي وقع بمنطقة بيشيكتاش في مدينة إسطنبول.[31]
- الاتحاد العالمي لعلماء المسلمين: ندد الاتحاد العالمي لعلماء المسلمين بانفجارات تركيا الأخيرة ووصفها بأنها عمل إرهابي يخدم أعداء الإسلام والمسلمين.واعتبر هذا الاستهداف عملا إرهابيا.[32]